# Treprostinila
Treprostinil é um fármaco que age como análogo sintético da prostaciclina (PGI2) e é utilizado no tratamento da hipertensão pulmonar. 